# Statius
Statius (Publius Papinius Statius) a fost un poet în limba latină, din Roma Antică, născut la Neapole, prin anii 40 - d. 96.

## Biografie
Niciun autor antic nu a vorbit de Statius și de operele sale, în afară de Iuvenal, care îl asociază cu Tebaida (în latină Thebais) sa. Puținele elemente de care dispunem sunt extrase din aluziile prezente în operele lui Statius. Tatăl său, originar din Velia, și-a pierdut averea și, în consecință, apartenența la rangul ecvestru. S-a instalat ca gramatician la Neapole, consacrându-se, în același timp, poeziei. Statius, din cea mai fragedă copilărie, se inițiase, în preajma tatălui său, în arta poeziei. El însuși, la Neapole era gramatician, înainte de a se instala la Roma, în anul tulbure 69. A început să-și declame versurile în public și să o întâlnească pe Claudia, o văduvă, muziciană foarte implicată în viața mondenă din Roma, pe care o ia în căsătorie. Claudia avea deja, din prima căsătorie, o fiică, dar uniunea matrimonială dintre Statius și Claudia a rămas sterilă. Mai târziu, Statius a crescut și educat, ca pe propriul său fiu, un sclav eliberat, fără să-l adopte, totuși.
La Roma, duce o viață mondenă de literat profesionist, este introdus la curtea imperială (sub Domițian) și încununat, în numeroase rânduri, la jocurile poetice, precum jocurile albane, jocurile capitoline sau la Neapole, în 78, sub privirile tatălui său. Bolnav fiind din 95, el își petrece timpul în Roma și în Neapole. După 96, nu mai se cunosc informații în privința sa. Este plauzibil că a murit la Roma, ocupându-se, în ultimele sale zile de viață, de scrierea Ahileidei (în latină Achilleis) sale, epopee rămasă neterminată.

## Posteritatea
Statius este un personaj din Divina Comedie de Dante. El apare în Purgatoriu, pentru a-l ghida pe narator împreună cu Vergilius. Când Vergilius dispare, la sfârșitul Purgatoriului, Statius rămâne cu naratorul și intră în Paradis.

## Opera
Opera sa se rezumă la următoarele lucrări:
- Epopeea Thebais, în română: Tebaida
- Epopeea Achilleis, în română: Ahileida (neterminată)

Aceste lucrări s–au păstrat fragmentar.
- Silvae - Improvizații